# Ocho apellidos catalanes
Ocho apellidos catalanes es una película española dirigida por Emilio Martínez-Lázaro que se estrenó el 20 de noviembre de 2015 en España. Es la secuela de la película Ocho apellidos vascos, con Dani Rovira, Clara Lago, Karra Elejalde y Carmen Machi repitiendo sus papeles y la incorporación de Belén Cuesta, Berto Romero y Rosa María Sardà. Está producida por Telecinco Cinema. En este caso los ocho apellidos catalanes son Guardiola, Adrià, Serrat, Pujol, Caballé, Cobi, Messi y Codorníu.

## Argumento
Después de que Rafa (Dani Rovira) rompiera su relación con Amaia (Clara Lago), el padre de ella, Koldo (Karra Elejalde), se presenta en Sevilla para anunciarle los nuevos planes de boda de su hija con un catalán. Arrepentido por provocar la ruptura, Rafa acompaña a Koldo al ficticio pueblo de Soronelles, en la masía gerundense del pretendiente, Pau (Berto Romero), que ha movilizado al pueblo para hacer creer a su abuela, Roser (Rosa María Sardá), que Cataluña consiguió la independencia y que su boda será la primera que albergue el nuevo país.
Invitada por Amaia, Merche (Carmen Machi), que se presenta esta vez con el nombre de Carme, reprocha a Koldo no haber sabido hacer frente al compromiso, aunque él realmente sigue enamorado de ella. Merche, por otra parte, anima a Rafa a recuperar el amor de Amaia. Cuando el sevillano se entera de que Judit (Belén Cuesta), la mujer que organiza la boda, está perdidamente enamorada de Pau, ambos se unirán a Koldo y Merche para intentar frenar el enlace y conseguir que Amaia y Rafa acaben juntos para siempre.

## Reparto
- Dani Rovira como Rafael Rafa Quirós y Oriol.
- Clara Lago como Amaia Zugasti.
- Carmen Machi como Merche y Carme.
- Karra Elejalde como Koldo Zugasti.
- Rosa María Sardá como Roser.
- Berto Romero como Pau Serra.
- Belén Cuesta como Judit.
- Alberto López López como Joaquín.
- Alfonso Sánchez Fernández como Curro.
- Josep María Riera como el alcalde.
- César Maroto como el cartero.
- Esperanza Pedreño como la lotera.
- Betsy Túrnez, como Mar, una mosso d'Esquadra.
- Alain Hernández como Arnau, un mosso d'Esquadra.
- Agustín Jiménez como Anselmo.
- Javi Chou como Joserra.
- María Forqué.
- Ylenia López.
- Manuel Monteagudo como el andaluz.
- Carmen Frigolet como la andaluza.
- José Chaves como el cantaor.
- Sayago Ayuso como el interventor de Madrid.
- Cesc Casanovas como un catalán.
- Jordi Llordella como el segurata del museo.
- Iolanda Muíños como la estanquera.
- Txabi Franquesa como Andreu.
- Pep Sais como Eduard, el secretario.

## Localización
La película está rodada en Monells (Gerona), un pueblo medieval de 1282 habitantes situado cerca del río Rissec. Entre sus monumentos más importantes se encuentran la Plaza Mayor porticada y la iglesia de San Ginés.

## Secuencia eliminada
El actor Antonio Resines iba a aparecer en la película junto con la presentadora Carolina Ferre, pero finalmente la escena fue eliminada durante el proceso de montaje. En dicha escena ambos son un matrimonio con un hijo que porta una barretina. Al salir de casa se encuentran con dos personajes muy raros disfrazados de catalanes (Koldo y Rafa), quienes les preguntan por la calle Ferrusola. Tras ese cruce de miradas, el matrimonio se contempla con "asombro-desprecio" y les ignoran. En palabras del director, Emilio Martínez-Lázaro, la escena fue eliminada debido a que "rompía el ritmo y no tenía sentido".

## Televisión
El 19 de mayo de 2017 Mediaset España estrenó la película en sus dos principales canales: Telecinco y Cuatro. La cinta lideró sin problemas anotando una audiencia media de 5.105.000 y un 33,9%, perteneciendo 3.558.000 y 23,6% a Telecinco y 1.547.000 y 10,3% a Cuatro.

## Premios y nominaciones

### Premios de la Unión de Actores
| Categoría              | Actor         | Resultado |
| ---------------------- | ------------- | --------- |
| Mejor actor revelación | Alberto López | Nominado  |

### Fotogramas de Plata
| Categoría                         | Nombre                   | Resultado |
| --------------------------------- | ------------------------ | --------- |
| Mejor actor de cine               | Dani Rovira              | Nominado  |
| Mejor película según los lectores | Ocho apellidos catalanes | Nominado  |